# История Старой Руссы
В настоящий момент вопрос о времени возникновения города Старая Русса остаётся открытым.
Впервые в русских летописях город упоминается под 1167 годом, но город при слиянии рек Полисть и Порусья в Южном Приильменье появился раньше.
На Георгиевском-II раскопе помимо предметов, относящихся к эпохе средневековья, найдено значительное число кремнёвых орудий и отщепов, которые могут датироваться либо эпохой неолита, либо эпохой раннего металла.

## Появление города
Старая Русса (до XVI века называвшаяся Руса), как и большинство древнерусских городов, не имеет точной даты основания.
На Пятницком-I раскопе на основе дендрохронологических датировок и анализа стратиграфии выделено два предшествующих застройке периода, а также девятнадцать средневековых строительных горизонтов XI—XV веков (усадеб «А» и «Б»). только на площади усадьбы «А» раскоп был доведён до материка, сформированы ярусы IX—XVII, местонахождение эпохи раннего металла предварительно датируется первой половиной 1-го тыс. до н. э., доярусный период (первая треть XI века, пласты 28—29) маркирует хозяйственную деятельность, предшествовавшую первоначальной застройке участка.
Древнейшие археологические свидетельства существования города обнаружены на Борисоглебском раскопе на улице Минеральной, проходящей в месте предполагаемого ядра древнего города. В нижних слоях была обнаружена постройка, датированная дендрохронологическим методом 20—30-ми годами XI века, под которой находилось ещё около 30 см культурного слоя, а на материке (геологических напластованиях, образовавшихся до прихода человека) выявлены следы распашки. Это позволило археологам, работающим в городе, датировать время возникновения постоянного городского поселения концом X — началом XI века. К такому же выводу пришли составители «Акта научно-исследовательской экспертизы Института российской истории РАН о времени основания города Старой Руссы Новгородской области». Более древних свидетельств существования города на данный момент не обнаружено и предположения об основании Старой Руссы ранее рубежа X—XI веков, высказанные различными исследователями (в том числе проводившими в Старой Руссе исследования археологами А. Ф. Медведевым, Г. П. Смирновой и В. Г. Мироновой), пока не получили надёжного научного подтверждения. На улице Минеральной при спасательных археологических исследованиях при перекладке водопровода обнаружили древнерусский некрополь XI — начала XII века.
Мощность культурного слоя в районе перекрёстка улиц Минеральной и Сварога составляет свыше 6,2 метра, между Никольским переулком и улицей Красных Командиров на некоторых участках превышает 5,5 метров. Самая возвышенная часть Старой Руссы, ограниченная солёным озером (Верхним), рекой Малашкой и глубоким оврагом на месте ручья, вытекавшего из соляных озёр, была самой высокой и в древности. При раскопках на самой вершине холма и на его западном склоне выявлены самые ранние слои рубежа X—XI веков. А. Ф. Медведев предполагал, что здесь и находились торг и древняя крепость.
В XI веке центр Старой Руссы располагался в районе главных ворот курорта поблизости от открытых минеральных источников, в районе пересечения современных улиц Минеральной и Сварога. Артефакты XI века найдены также на Соборной площади.
Максимальная мощность культурного слоя между берегами Малашки (излучина реки Порусье) и Перерытицы, на участке, ограниченном с юга Молодёжным переулком, а с севера — улицей Просвещения, составляет 3,5 м, заселение этого участка по материалам археологических исследований начинается не ранее XII века.
Впервые в письменных источниках Старая Русса появляется в новгородской берестяной грамоте № 526, найденной в 1975 году на Троицком раскопе и датированной второй третью XI века. Грамота представляет собой список должников в котором упомянуты Боян и Житобуд живущие в Русе: «На Бояне въ Роусе гр(и)вна, на Житоб(о)уде въ Роусе 13 коуне и гр(и)вна истине…».
В древнерусских летописях Старая Русса появляется на целый век позже. Она впервые упоминается в Новгородской первой летописи под 1167 годом, когда к Русе после разорения Торжка («пожьже Новыи търгъ») подступил изгнанный из Новгорода бывший новгородский князь Святослав Ростиславич с суздальцами, смолянами и полочанами: «а Святослав приде съ суждалци и с братома и с смолняны и с полоцаны к Русе». После того, как навстречу ему выдвинулось новгородское войско во главе с Якуном Андреевичем, Святослав не решился вступать в бой и отступил.
В Старой Руссе на 2022 год найдено 53 берестяных грамоты. Самая ранняя из них относится ко второй половине XI века, а самая поздняя — к первой половине XV века.
Изначально Старая Русса возникла как торгово-ремесленное поселение, которое специализировалось на солеварении. Соль, добываемая методом выпаривания воды, забираемой из расположенных здесь открытых минеральных источников, долгое время обеспечивала благосостояние жителей города.

## В составе Новгородских земель (XI—XV век)
До первого упоминания в летописях в 1167 году о истории Старой Руссы можно судить только по археологическим данным. По материалам раскопок, Руса в XI—XII веках имела регулярно обновляемые деревянные мостовые и развитую городскую культуру. Горожане активно занимались солеварением, торговлей и ремёслами.
С конца XII века летописи начинают регулярно сообщать о событиях, связанных с городом. В 1192 году игуменом Мартирием основан Спасо-Преображенский монастырь, в 1193 году он стал новгородским архиепископом. В 1194 году город пережил большой пожар. В 1198 году — заложена первая каменная церковь — Спасский собор.
В 1199—1201 годах летопись сообщает о строительстве в Русе городских укреплений — Старорусской крепости. В 1234 году во время набега в город проникло литовское войско, но объединённые силы горожан, купцов, гриди и огнищан отбили атаку (см. битва под Русой).
В Пятницком (Курортном) раскопе найдены печати посадника Русы Фомы Абакуновича, занимавшего эту должность во второй половине XIV века. Это свидетельствует о том, что в Руссе был свой посадник (назначаемый из Новгорода или, возможно, избираемый самими рушанами). Кроме того, были найдены две печати его брата Александра Абакуновича, воеводы, предводителя ушкуйников, неоднократно упоминавшегося в новгородских летописях. Возможно, семья Абакуновичей (по летописям известен и третий брат) была родом из Старой Руссы.
На Георгиевском раскопе в слое первой половины XV века в заполнении пространства между плахами настила мостовой найдена свинцовая вислая печать княжеского тиуна Елозария Илинарховича. Вторая актовая печать сохранилась хуже — на одной стороне есть изображение Христа, а на второй имеется текст, который пока не дешифрован.
В 1456 году московские войска в ходе московско-новгородской войны захватили город и разбили новгородское войско, пытавшееся освободить Русу (сражение под Русой), после чего Новгород пошёл на уступки и был заключён Яжелбицкий мир.
В марте 1471 года город был разграблен луцким князем Михаилом Олельковичем. В том же году в ходе похода Дмитрия Холмского и Фёдора Хромого, Руса захвачена, разграблена и сожжена московскими войсками. Население бежало в Новгород, а по возвращении после заключения Коростынского мира многие жители утонули во время бури в озере Ильмень.

## Русское государство (XV—XVII века)
В 1478 году Руса вместе со всеми новгородскими землями входит в состав единого Русского государства после походов великого князя Московского Ивана III. Посад Руса, согласно писцовой книге 1497—1498 годов Шелонской пятины, делился на 4 конца: Рогов, Середку, Песий и Мининский.
В 7006 (1497/98) году город Руса был описан в писцовой книге Шелонской пятины Матвея Ивановича Валуева. Данное описание дошло до нашего времени не полностью и в виде нескольких архивных дел. В частности, сохранились некоторые итоги по этому поселению.

«И всех дворов в Русе во всех четырёх концех великого князя, и владычних, и манастырьских, и церковных, и своеземцовых тысяча и сто и тритцать и три дворы, а людей в них три тысячи и семьсот и шестьдесят и три человеки. А оброку на них положено восмьдесят рублев и полчетверта рубля и шесть гривен новогородцкими денгами в новогородцкое число и три денги.
[…]

И всех великого князя лавок в Русе сто и тритцать и одна, и с теми лавками, что были владычны, и рядовские, и манастырьские, и церковные, и своеземцовы, да пятнатцать мостков рыбных. А позема с них шло 12 рублев и четыре гривны з денгой.»— [РГАДА, Ф. 137, Новгород, № 2-б, лл. 158-б, 158-г, 158-г об.]. Опубликовано: Писцовые книги Новгородской земли. Т. 1 / Сост. К. В. Баранов. — М.: Древнехранилище; Археографический центр, 1999. — 432 с. — ISBN 5-86169-084-7. — C. 135, 137. Текст приведён по редакции данного издания.
Согласно этой писцовой книге, посад Руса в 7006 (1497/98) году разделялся на 4 конца: Рогов, Середка, Песий (там, в частности, упоминается Городок и наместничий двор) и Минин (за рекой Порусьей).
| Название конца | Дворов | Людей | Примечание                                          |
| -------------- | ------ | ----- | --------------------------------------------------- |
| Рогов          | 256    | 782   |                                                     |
| Середка        | [215]  | [725] | данные приведены по расчёту, в книге не сохранились |
| Песий          | 359    | 1171  | упоминается Городок и наместничий двор              |
| Минин          | 303    | 1085  | за рекой Порусьей                                   |
| всего          | 1133   | 3763  |                                                     |

В 1565 году Иван Грозный выделил Старую Русу в состав опричных земель, что уберегло её от опричного террора. Об экономическом значении города для государственной казны в этот период говорит тот факт, что английский посланник Дж. Флетчер, посетивший Московию в 1588 году, в своём сочинении «О государстве русском», называл Старую Русу одним из главнейших по доходу городов для Дворцового приказа и Приказа Большого прихода:

Город Москва платит ежегодно пошлины 12000 рублей, Смоленск 8000, Псков 12000, Новгород Великий 6000, Старая Руса солью и другими произведениями 18000, Торжок 800 рублей, Тверь 700, Ярославль 1200, Кострома 1800, Нижний Новгород 7000, Казань 11000, Вологда 2000 рублей.

В последней четверти XVI века город вступает в долгую полосу упадка. В феврале 1581 года во время Ливонской войны город был захвачен и практически полностью сожжён, а его окрестности разорены польско-литовскими войсками.
Осенью 1608 года Старую Руссу захватывают отряды Лжедмитрия II, но весной 1609 года во время похода на Москву русско-шведский отряд под командованием Фёдора Чулкова и Эверта Горна отбивает Русу у тушинцев.
В Дозорной книге Старой Руссы 1611 года упоминаются 6 концов: Емецкий (конец Емца), Васильев, Егорьевский, Ильинский, Никольский и Троицкий. В этом году город вместе с Новгородом и прилегающей территорией попал в зону шведской оккупации. Шведами был укреплён острог на слиянии Перетытицы и Полисти, построены склады и проведено благоустройство города. Однако в силу беззакония и эпидемий к моменту возвращения в 1617 году города в числе прочих земель по Столбовскому мирному договору он был совершенно разорён и в нём насчитывалось только 38 жителей.
С 1692 года по 1696 год — строился Воскресенский собор.

## Российская империя
В 1693 году 21-летний Пётр I с разрешения матери отправился в Архангельск и по пути заехал в Старую Руссу. Он повелел изыскать способы к развитию Старорусского солеварения. Во второй раз он посетил город в 1724 году.
При делении Российской империи на губернии в соответствии с именным указом Петра I от 18 (29) декабря 1708 года город был приписан к Ингерманландской губернии (с 1710 года — Санкт-Петербургская губерния). С 1719 года Старая Русса входила в состав Новгородской провинции этой губернии, а в 1727 году, в соответствии с указом императрицы Екатерины I от 29 апреля (10 мая) 1727 года, Новгородская провинция (включая Старую Руссу) отошла ко вновь созданной Новгородской губернии, причём Старая Русса стала центром Старорусского уезда.
В 1763 году произошёл катастрофический пожар, уничтоживший в Старой Руссе все деревянные постройки. После пожара город застраивался по плану на правом берегу реки Полисть.
В 1771 году, по указу Екатерины II, на базе старых соляных промыслов был организован новый казённый Соляной завод (который работал до середины XIX века, когда из-за низкой концентрации соли в источниках он, не выдержав конкуренции, прекратил производство поваренной соли и стал лишь поставлять в Санкт-Петербург рассолы для лечебных нужд). Руководить заводом был приглашён в 1784 году из Гессена известный геолог и инженер Франц-Людвиг Канкрин.
С 1776 года — уездный город Новгородского наместничества. 15 февраля 1776 года Старой Руссе был пожалован герб, и она была объявлена уездным городом (с 1796 года — Новгородской губернии).
В 1785 году Старая Русса получила общественное самоуправление.
В феврале 1824 года часть волостей Старорусского уезда была передана под управление военного ведомства в связи с созданием там военных поселений. Из-за неудобства иметь в Старой Руссе уездные органы управления наряду с военными по указу Александра I от 7 (19) августа 1824 года Старорусский уезд был упразднён; часть его территории отошла к вновь учреждённому Демянскому уезду, а сама Старая Русса перешла в распоряжение военных властей. Однако после упразднения системы военных поселений Старорусский уезд в 1859 году был восстановлен, а Старая Русса вернулась в гражданское ведомство.
В 1828 году здесь был создан бальнеогрязевой курорт.
В 1831 году в Старой Руссе произошёл кровавый холерный бунт. Его свидетелем был Александр Пушкин: «Ужасы, — писал он Петру Вяземскому 3 августа 1831 года, — более ста человек генералов, полковников и офицеров перерезаны. 15 лекарей убито, зарывали живых и проч.».
В 1866 году в Старой Руссе открылся первый в губернии летний театр (на территории курорта), принимавший знаменитых актёров. Автором проекта театра был известный архитектор Н. Л. Бенуа. На его сцене начинала свою карьеру В. Ф. Комиссаржевская, которая летом 1895 года получила приглашение играть в Александринском театре Петербурга. Театр давал до пяти представлений в неделю. Несколько лет в Старой Руссе выступала одна из лучших провинциальных групп антрепренёра К. И. Незлобина (см. Театр Незлобина); в 1904 и 1916 годах в её составе играла М. Ф. Андреева. В 1904 году приезжал К. С. Станиславский. Частой гостьей курорта была М. Г. Савина — председатель совета Русского театрального общества. Бывал там и Ф. М. Достоевский, долгое время живший в Старой Руссе. 26 июля 1904 года на концерте «в пользу вдов и сирот солдатиков, ушедших на войну», читал свою поэму «Человек» Максим Горький.
В 1878 году с городом было открыто железнодорожное сообщение.
C 1872 по 1880 годы в Старой Руссе жил Фёдор Михайлович Достоевский.
В начале XX века город стал называться Старая Русса (с удвоенной «с»).
5 (18) ноября 1917 года, когда власть в городе взял в свои руки совет рабочих и солдатских депутатов, в Старой Руссе была установлена советская власть.

## Советский и постсоветский периоды
После октябрьских событий 1917 года в Петрограде в Старой Руссе советская власть установилась 3—5 ноября 1917 года.
В период Гражданской войны с 24 февраля до июля 1919 года в Старой Руссе на курорте был размещён штаб Западного фронта РККА. С 5 мая в Старой Руссе находился член РВС Западного фронта Б. П. Позерн, под руководством которого проходила мобилизация жителей города в Красную армию.
С 1919 по 1922 годы в городе работал любительский оперный театр, организованный художником В. С. Корочкиным (Сварогом) при Народном доме в здании гимназии, где он же создаёт художественную студию, самодеятельные хоровые и оркестровые кружки. В театре были поставлены «Русалка» Даргомыжского, «Алеко» Рахманинова, «Фауст» Гуно, «Мазепа» Чайковского, «Запорожец за Дунаем» Гулак-Артемовского.
С 1 августа 1927 года в рамках проводимой в СССР административно-территориальной реформы деление на губернии и уезды было отменено, а Старая Русса вошла в состав Новгородского округа Ленинградской области, став административным центром новообразованного Старорусского района (23 июля 1930 года деление на округа в СССР было упразднено).
Указом Президиума Верховного Совета РСФСР от 19 сентября 1939 года Старая Русса стала городом областного подчинения.
Во время Великой Отечественной войны с 9 августа 1941 года по 18 февраля 1944 года Старая Русса была оккупирована немецкими войсками. Город находился недалеко от линии фронта и подвергся сильным разрушениям. Советские войска неоднократно пытались безуспешно овладеть Старой Руссой ещё к 23 февраля 1942 года, по свидетельству А. В. Рогачева — бойца дивизии, наступавшей на этом направлении: «С 23-го — 27-го февраля — непрерывные атаки… По 3—4 атаки днем; ночью опять. Потери были очень большие. Я вот таких кровопролитных боев, как на Северо-Западном фронте, потом в течение войны очень мало встречал… там столько убитых было, что трудно было просто пройти». Позже была такая же неуспешная Старорусская операция в марте 1943 года и в августе 1943 года.
18 февраля 1944 года Старая Русса была освобождена войсками 1-й Ударной армии 2-го Прибалтийского фронта в ходе Старорусско-Новоржевской наступательной операции. К моменту освобождения в разрушенном городе не оставалось ни одного жителя; к концу 1944 года их было 5 тысяч.
По Указу Президиума Верховного Совета СССР от 5 июля 1944 года город Старая Русса и весь Старорусский район были включены в состав вновь образованной Новгородской области.
В 1966 году в Старой Руссе первую находку берестяной грамоты сделала экспедиция Института археологии под руководством А. Ф. Медведева.
16 февраля 1984 года город Старая Русса был награждён орденом Отечественной войны I степени. В Указе Президиума Верховного Совета СССР говорилось: 

За мужество и стойкость, проявленные трудящимися города в годы Великой Отечественной войны, и за успехи, достигнутые в хозяйственном и культурном строительстве, наградить город Старая Русса Новгородской области орденом Отечественной войны I степени.
.
В 2015 году при раскопках на Пятницком раскопе в Старой Руссе была найдена деталь волынки — чантр (мелодическая трубка). Находка датируется концом XIV века и является первой на территории русских княжеств. В 2022 году на той же усадьбе на Пятницком раскопе нашли второй чантр, но на 150 лет более древний.

## Обзор источников по истории Старой Руссы